# Crotalaria dinteri
Crotalaria dinteri är en ärtväxtart som beskrevs av Schinz. Crotalaria dinteri ingår i släktet sunnhampor, och familjen ärtväxter. Inga underarter finns listade i Catalogue of Life.